# Гвенцадзе, Герман Георгиевич
Ге́рман Гео́ргиевич Гвенца́дзе (род. 10 июня 1939) — советский, российский дипломат и поэт.

## Дипломатическая карьера
Окончил Институт иностранных языков (1963). На дипломатической работе с 1963 по 2002 год. Имеет ранг чрезвычайного и полномочного посланника 1 класса (18 марта 1991).Кандидат исторических наук. С 18 марта 1991 по 16 октября 1991 года занимал должность чрезвычайного и полномочного посла СССР в Ирландии.

## Литературная деятельность
Герман Гвенцадзе является членом Союза писателей России, действительным членом Академии российской словесности. Лауреат международной литературной премии им. К. Нефедьева (2003). Изданы его сборники стихов (под псевдонимом Данайре): «Между Краев Небытия» (1996), «Панцирь Мечты» (1998), «В Объятиях Призрака» (2006), «Нежность Звездный Скиталец» (2011), «Нежность Солнечный Челнок» (2011) и др.